# Međuopćinska nogometna liga Daruvar – Pakrac – Grubišno Polje 1980./81.
Međuopćinska nogometna liga Daruvar – Pakrac – Grubišno Polje je bila liga šestog stupnja nogometnog prvenstva Jugoslavije u sezoni 1980./81. 

Sudjelovalo je ukupno 12 klubova, a prvak je bio klub "Zdenka" iz Velikih Zdenaca.  

## Sustav natjecanja
12 klubova je igralo dvokružnu ligu (22 kola), ali je tijekom jeseni odustao jedan klub pa su klubovi odigrali po 20 utakmica.

## Ljestvica
| mj. | klub                       | ut.                         | pob                         | ner                         | por                         | gol+                        | gol-                        | bod                         | bod-                        |
| --- | -------------------------- | --------------------------- | --------------------------- | --------------------------- | --------------------------- | --------------------------- | --------------------------- | --------------------------- | --------------------------- |
| 1.  | Zdenka Veliki Zdenci       | 20                          | 14                          | 3                           | 3                           | 72                          | 21                          | 31                          |                             |
| 2.  | Kamen Sirač                | 20                          | 14                          | 2                           | 4                           | 61                          | 35                          | 30                          |                             |
| 3.  | Slavonac Lipik             | 20                          | 9                           | 8                           | 3                           | 49                          | 26                          | 24                          | -2                          |
| 4.  | Bilogorac Grubišno Polje   | 20                          | 10                          | 4                           | 6                           | 52                          | 43                          | 24                          |                             |
| 5.  | Radnik Veliki Grđevac      | 20                          | 10                          | 1                           | 9                           | 55                          | 65                          | 21                          |                             |
| 6.  | Dinamo Badljevina          | 20                          | 7                           | 3                           | 10                          | 40                          | 39                          | 17                          |                             |
| 7.  | Slavonija Prekopakra       | 20                          | 4                           | 8                           | 8                           | 34                          | 40                          | 16                          |                             |
| 8.  | Dinamo Dežanovac           | 20                          | 6                           | 4                           | 10                          | 38                          | 51                          | 16                          |                             |
| 9.  | Jedinstvo Miokovićevo      | 20                          | 6                           | 2                           | 12                          | 35                          | 62                          | 14                          |                             |
| 10. | Partizan Donji Grahovljani | 20                          | 4                           | 5                           | 11                          | 31                          | 54                          | 13                          |                             |
| 11. | Dalit Daruvar              | 20                          | 4                           | 4                           | 12                          | 14                          | 45                          | 12                          |                             |
|     | Napredak Gornja Kovačica   | odustali u jesenskom dijelu | odustali u jesenskom dijelu | odustali u jesenskom dijelu | odustali u jesenskom dijelu | odustali u jesenskom dijelu | odustali u jesenskom dijelu | odustali u jesenskom dijelu | odustali u jesenskom dijelu |

- Miokovićevo – tadašnji naziv za Đulovac

## Rezultatska križaljka
| kratica | klub                       | BIL | DAL | DINB | DIND | JED | KAM | PAR | RAD | SLAA | SLAI | ZDE | NAP |
| --- | -------------------------- | --- | --- | ---- | ---- | --- | --- | --- | --- | ---- | ---- | --- | --- |
| BIL | Bilogorac Grubišno Polje   |     |     |      |      |     |     |     |     |      |      |     |     |
| DAL | Dalit Daruvar              |     |     |      |      |     |     |     |     |      |      |     |     |
| DINB | Dinamo Badljevina          |     |     |      |      |     |     |     |     |      |      |     |     |
| DIND | Dinamo Dežanovac           |     |     |      |      |     |     |     |     |      |      |     |     |
| JED | Jedinstvo Miokovićevo      |     |     |      |      |     |     |     |     |      |      |     |     |
| KAM | Kamen Sirač                |     |     |      |      |     |     |     |     |      |      |     |     |
| PAR | Partizan Donji Grahovljani |     |     |      |      |     |     |     |     |      |      |     |     |
| RAD | Radnik Veliki Grđevac      |     |     |      |      |     |     |     |     |      |      |     |     |
| SLAA | Slavonac Lipik             |     |     |      |      |     |     |     |     |      |      |     |     |
| SLAI | Slavonija Prekopakra       |     |     |      |      |     |     |     |     |      |      |     |     |
| ZDE | Zdenka Veliki Zdenci       |     |     |      |      |     |     |     |     |      |      |     |     |
| NAP | Napredak Gornja Kovačica   |     |     |      |      |     |     |     |     |      |      |     |     |
| |                            |     |     |      |      |     |     |     |     |      |      |     |     |
| podebljan rezultat - utakmice od 1. do 11. kola (1. utakmica između klubova) rezultat normalne debljine - utakmice od 12. do 22. kola (2. utakmica između klubova) rezultat nakošen - nije vidljiv redoslijed odigravanja međusobnih utakmica iz dostupnih izvora rezultat smanjen * - iz dostupnih izvora nije uočljiv domaćin susreta prekrižen rezultat - poništena ili brisana utakmica p - utakmica prekinuta 3:0 p.f. / 0:3 p.f. - rezultat 3:0 bez borbe n.i. - nije igrano |                            |     |     |      |      |     |     |     |     |      |      |     |     |

 Izvori: